# Dumangas

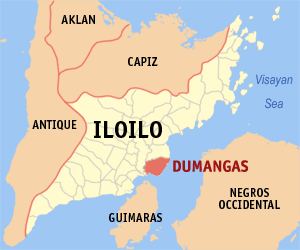
Bản đồ Iloilo với vị trí của Dumangas

Dumangas là một đô thị hạng 3 ở tỉnh Iloilo, Philippines. Thị xã này tọa lạc ở đông bắc Thành phố Iloilo trên đảo Panay. Theo điều tra dân số năm 2000 của Philipin, đô thị này có dân số 56.291 người trong 11.262 hộ.

## Các đơn vị hành chính
Dumangas được chia ra 45 barangay.
| - Bacay - Bacong - Balabag - Balud - Bantud - Bantud Fabrica - Baras - Barasan - Bolilao - Calao - Cali - Cansilayan - Capaliz - Cayos - Compayan | - Dacutan - Ermita - Pd Monfort South (Guinsampan) - Ilaya 1st - Ilaya 2nd - Ilaya 3rd - Jardin - Lacturan - Pd Monfort North (Lublub) - Managuit - Maquina - Nanding Lopez - Pagdugue - Paloc Bigque - Paloc Sool | - Patlad - Pulao - Rosario - Sapao - Sulangan - Tabucan - Talusan - Tambobo - Tamboilan - Victorias - Burgos-Regidor - Aurora-del Pilar - Buenaflor Embarkadero - Lopez Jaena-Rizal - Basa-Mabini Bonifacio |